# Manuel Ángel Botubot Pereira
Manuel Ángel Botubot Pereira (Cadis, Andalusia, 23 de novembre de 1955) és un exfutbolista espanyol que jugava com defensa.
Format al Cadis CF, el 1976 fitxa pel València CF, equip amb que guanya la Copa del Rei del 1979, i la Recopa i Supercopa d'Europa del 1980. Hi va estar fins al 1984, any que fitxa pel Castelló. El 1986 fitxa del Xerez, retirant-se un any després. 1 vegada internacional amb Espanya, va debutar amb la selecció espanyola a Roma el 21 de desembre de 1978 contra Itàlia.